# ARL5B
ARL5B (англ. ADP ribosylation factor like GTPase 5B) – білок, який кодується однойменним геном, розташованим у людей на 10-й хромосомі. Довжина поліпептидного ланцюга білка становить 179 амінокислот, а молекулярна маса — 20 375.
| 10         |  | 20         |  | 30         |  | 40         |  | 50         |
| ---------- |  | ---------- |  | ---------- |  | ---------- |  | ---------- |
| MGLIFAKLWS |  | LFCNQEHKVI |  | IVGLDNAGKT |  | TILYQFLMNE |  | VVHTSPTIGS |
| NVEEIVVKNT |  | HFLMWDIGGQ |  | ESLRSSWNTY |  | YSNTEFIILV |  | VDSIDRERLA |
| ITKEELYRML |  | AHEDLRKAAV |  | LIFANKQDMK |  | GCMTAAEISK |  | YLTLSSIKDH |
| PWHIQSCCAL |  | TGEGLCQGLE |  | WMTSRIGVR  |  |            |  |            |

A: Аланін

C: Цистеїн

D: Аспарагінова кислота

E: Глутамінова кислота

F: Фенілаланін

G: Гліцин

H: Гістидин

I: Ізолейцин

K: Лізин

L: Лейцин

M: Метіонін

N: Аспарагін

P: Пролін

Q: Глутамін

R: Аргінін

S: Серин

T: Треонін

V: Валін

W: Триптофан

Кодований геном білок за функцією належить до ліпопротеїнів. 
Білок має сайт для зв'язування з нуклеотидами, ГТФ. 